# Aneflomorpha rufipes
Aneflomorpha rufipes là một loài bọ cánh cứng trong họ Cerambycidae.